# Andy Milonakis
Andrew Michael Milonakis (New York, 30 gennaio 1976) è un attore, comico e rapper statunitense di origine greca.

## Biografia
Nato e cresciuto a Katonah, nello stato di New York, in una famiglia d'origini greche (suo padre è nato in Grecia), Milonakis è affetto dalla nascita da una carenza sistemica dell'ormone della crescita, cosa che gli conferisce delle immutabili fattezze adolescenziali. Una volta diventato famoso ha fondato un'associazione senza fini di lucro chiamata Andy's Hormonally Deficient Kiddo's.
Andy Milonakis è diventato presto un fenomeno su internet grazie ai suoi filmati pieni di humour e fantasia: Crispy New Freestyle, The Super Bowl Is Gay e Retarded BeatBox. Divenuto ormai famoso appare nel film Waiting... e interpreta un piccolo ruolo nella commedia Who's Your Caddy?. Collabora al programma Loveline con Drew Pinsky.
Ha lavorato in collaborazione con MTV ed è stato protagonista di uno show andato in onda su QOOB, The Andy Milonakis Show, striscia comica demenziale in cui interpretava un adolescente newyorkese alle prese con le situazioni più folli e incredibili. Ha anche formato un gruppo chiamato Three Loco con il rapper Jody Christian (Riff Raff) e l'attore Simon Rex (Dirt Nasty).

## Filmografia
- Waiting..., regia di Rob McKittrick (2005)
- Wieners - Un viaggio da sballo (Wieners), regia di Mark Steilen (2008)
- Pericolosamente bionda (Major Movie Star), regia di Steve Miner (2008)
- Mac & Devin Go to High School, regia di Dylan C. Brown (2012)
- The Sweet East, regia di Sean Price Williams (2023)

## Doppiatori italiani
Nelle versioni in italiano delle opere in cui ha recitato, Andy Milonakis è stato doppiato da:
- Sebastiano Tamburrini in The Guardians of Justice